# V450 Возничего
V450 Возничего (лат. V450 Aurigae), HD 252369 — двойная звезда в созвездии Возничего на расстоянии приблизительно 2523 световых лет (около 773 парсеков) от Солнца. Видимая звёздная величина звезды — от +8,1m до +7,94m.

## Характеристики
Первый компонент — оранжевый гигант, пульсирующая полуправильная переменная звезда (SR:) спектрального класса K7. Масса — около 2,279 солнечных, радиус — около 87,14 солнечных, светимость — около 1322,753 солнечных. Эффективная температура — около 3729 K.
Второй компонент — коричневый карлик. Масса — около 20,71 юпитерианских. Удалён на 1,968 а.е..